# ویلیام ویلسون (داستان کوتاه)
ویلیام ویلسون، نام داستان کوتاهی از نویسنده مشهور امریکایی، ادگار الن پو است. این کتاب از داستان‌های شاهکار ژانر وحشت به حساب میاید. ویلیام ویلسون، اولین بار در سال ۱۸۳۹ در ماهانه "Burton's Gentleman" به چاپ رسید و سپس در مجموعه‌هایی از جمله "داستان‌های راز و تصور (به انگلیسی: Tales of Mystery and Imagination)" و "قصه‌های برگزیده رازآلود (به انگلیسی:Selected Tales of Mystery)" به چاپ رسید. "کتابخانهٔ کتاب‌خوان‌های اکسفورد (به انگلیسی:Oxford Bookworms Library)" نسخه‌ای از کتاب داستان‌های راز و تصور را منتشر کرد؛ و انتشارات ایرانی "زبان مهر" همراه با "انتشارات هومن" این کتاب را در ایران منتشر کرد. اولین چاپ این نسخه در ایران، در سال ۱۳۸۹ اتفاق افتاد.

## خلاصه داستان
داستان به صورت اول شخص مفرد تعریف می‌شود؛ از زبان مردی که نام خویش را فاش نمی‌کند و می‌گوید به علت سرشناسی کارهای شیطانی‌اش در سراسر جهان، مجبور است از نام جعلی "ویلیام ویلسون" در این داستان استفاده کند. وی از ابتدا، یعنی وقتی که در مدرسه ابتدایی بوده، فردی خشن و مغرور بوده که این خصوصیت او را به تنها دانش‌آموزی در مدرسه تبدیل کرده که همه از او پیروی می‌کنند و به او احترام می‌گذارند.

سپس، با آمدن دانش‌آموز جدیدی به مدرسه، که همنام او است و وی گفته "به همین خاطر مجبورم او را نیز ویلیام ویلسون خطاب کنم"، همه چیز به هم می‌ریزد. او نیز شخصیتی خشن و مغرور دارد، هم‌قد ویلسون است، و حتی از لحاظ چهره نیز به او شباهت عجیبی دارد. تنها تفاوت بین این دو فرد، این است که ویلسون واقعی کارهای پلیدی را از همان ابتدا انجام می‌داده در حالی که ویلسون جدید، همیشه کارهای او را بی‌اثر می‌کرده است. طولی نمی‌کشد که همهٔ بچه‌های مدرسه، از ویلسون اولی به دومی روی می‌آورند؛ و ویلسون اصلی به اجبار مدرسه خود را عوض می‌کند.

ویلسون کم‌کم بزرگ می‌شود و انگیزه‌های شیطانی‌اش نیز گسترش می‌یابد. و وی به خلاف‌های جدیدی دست می‌زند. با این حال، در همه نقاط زندگی‌اش درست پیش از پیروزی‌اش در یکی از فریب‌ها یا کلاه‌برداری‌هایش، ویلسون دومی به نوعی وارد می‌شود و همه چیز را به هم می‌ریزد.

قسمت آخر داستان، وقتی اتفاق می‌افتد که ویلسون کاملاً بالغ شده است و در یک مهمانی قصد رابطه جنسی با همسر مرد پیر صاحب‌خانه می‌کند. در شلوغی مهمانی، درست لحظه‌ای که هر دو می‌خواهند به اتاقی بروند، ویلسون دوم وارد می‌شود و او را کنار می‌زند. در این لحظه، ویلسون اول او را به داخل اتاق کذایی می‌کشاند تا آخرین سخنش با او را بگوید. سرانجام، راوی اینچنین داستان را تمام می‌کند:

من و او داخل اتاق بودیم. سریعاً او را با شمشیر بلندی کشتم. کسی که مرا همهٔ عمر آزار می‌داد. پس از این اتفاق بدن خون‌آلود و بی‌جان وی ناپدید شد و به جای آن آینه‌ای پدید آمد. صورت خود را در آینه می‌دیدم؛ ولی غرق در خون و شمشیرخورده. ویلسون جعلی (دوم) در آینه بود! او شروع به صحبت کرد و من احساس کردم که دارم کلماتش را از دهان خودم می‌شنوم. وی گفت:

"به صورت خون‌آلود من نگاه کن؛ که متعلق به خود توست؛ و این را درک کن که چگونه خودت را از پای درآوردی. 